# Jaan Ehlvest
Jaan Ehlvest (Tallinn, 14 ottobre 1962) è uno scacchista estone (sovietico fino al 1991), Grande Maestro. Nel 2006 ha trasferito la sua federazione di appartenenza a quella degli Stati Uniti.
Allievo della famosa scuola di scacchi fondata da Michail Botvinnik, nel 1980 vinse il 29º campionato juniores (under-20) dell'Unione Sovietica, e nel 1983 il campionato europeo juniores.
Ehlvest ha partecipato a otto Olimpiadi degli scacchi: nel 1988 con l'Unione Sovietica, dal 1992 al 2004 con l'Estonia. Ha vinto la medaglia d'oro di squadra alle olimpiadi di Salonicco 1988 e la medaglia di bronzo individuale in 2ª scacchiera alle olimpiadi di Mosca 1994.
Alcuni altri risultati:
- 1981:  secondo dietro a Ognien Cvitan nel Campionato del mondo juniores di Città del Messico;
- 1986:  vince a Tallinn il 56º Campionato estone;
- 1987:  terzo nel 54º Campionato sovietico di Minsk; ottiene il titolo di Grande maestro;
- 1990:  vince il 32º torneo di Capodanno di Reggio Emilia, davanti a Vasyl' Ivančuk e Anatolij Karpov;
- 1991:  raggiunge la 5ª posizione mondiale nel rating FIDE, con 2650 punti Elo;
- 1994:  vince il forte torneo open di New York;
- 2003:  vince il World Open di Filadelfia.

Ehlvest ha studiato psicologia all'Università di Tartu. Ha ottenuto due volte (1987 e 1989) il riconoscimento di "Atleta dell'anno" dell'Estonia.
Nel 2004 ha scritto una sua autobiografia: The Story of a Chess Player.
Nel 2014 la FIDE gli ha attribuito il titolo di "Senior Trainer" (Istruttore Senior).